# رابعة اوسكوئي
رابعة أوسكوئي (بالفارسية: رابعه اسکویی) هي ممثلة سينمائية وتلفزيونية إيرانية. بدأت تدريب المسرح تحت إشراف مدير المسرح الإيراني حامد سمندريان.

## فيلموغرافيا
- 2012 - بيدار باش (مسلسل تلفزيوني)
- 2011 - مواجهة المرايا كممرضة
- 2011 - الجريمة والعقاب (فيلم تلفزيوني)
- 2010 - بوباك وماش مشالله
- 2008 - شيرين
- 2006 - شاب داست ( اليسار )
- 2001 - قتل جنون الكلاب
- 1999 - ذات مرة
- 2019 - غاندو (مسلسل تلفزيوني)

## روابط خارجية
- رابعة اوسكوئي على موقع IMDb (الإنجليزية)
- رابعة اوسكوئي على موقع قاعدة بيانات الفيلم (الإنجليزية)